# Radu-Adrian Pau
Radu-Adrian Pau (n. 11 octombrie 1973) este un deputat român, ales în 2016 pe listele Partidului Social Democrat (PSD). În ianuarie 2019, a demisionat din partid pentru a trece la Partidul Pro România (PPR).